# Штефан чел Маре (Васлуй)
Штефан чел Маре (рум. Ștefan cel Mare) — коммуна в составе жудеца Васлуй (Молдова).

## Состав
В состав коммуны входят следующие населённые пункты (данные о населении за 2002 год):
- Бырзешти (рум. Bârzești) — 1104 жителя
- Мэрэшени (рум. Mărășeni) — 849 жителей
- Штефан чел Маре (рум. Ștefan cel Mare) — 472 жителя
- Брэхэшоаия (рум. Brăhășoaia) — 402 жителя
- Кэнтэлэрешти (рум. Cănțălărești) — 252 жителя
- Кэлугэрени (рум. Călugăreni) — 183 жителя
- Мунтенешти (рум. Muntenești) — 126 жителей

## География
Коммуна расположена в 280 км к северо-востоку от Бухареста, 11 км к северо-западу от Васлуя, 48 км к югу от Ясс, 146 км к северу от Галаца.

## Население
По данным переписи населения 2002 года в коммуне проживали 3388 человек.

### Национальный состав
| Национальность | Кол-во человек | Процент |
| -------------- | -------------- | ------- |
| Румыны         | 3388           | 100 %   |

### Родной язык
| Язык      | Кол-во человек | Процент |
| --------- | -------------- | ------- |
| Румынский | 3388           | 100 %   |

### Вероисповедание
| Вероисповедание | Кол-во человек | Процент |
| --------------- | -------------- | ------- |
| Православные    | 3368           | 99,4 %  |
| Римо-католики   | 3              | 0,1 %   |
| Бретрены        | 3              | 0,1 %   |
| Лютеране        | 3              | 0,1 %   |
| Атеисты         | 2              | 0,1 %   |
| Адвентисты      | 1              | < 0,1 % |
| Мусульмане      | 1              | < 0,1 % |

## Политика
По результатам местных выборов 2016 года, местный совет коммуны состоит из 13 депутатов следующих партий:
| Партия                          | Количество депутатов |
| ------------------------------- | -------------------- |
| Социал-демократическая партия   | 12                   |
| Национальная либеральная партия | 1                    |